# 고야시키촌
고야시키촌(後屋敷村)은 야마나시현 히가시야마나시군에 있던 촌이다. 현재의 야마나시시 남동부, 주오본선 히가시야마나시역의 주변일대에 해당한다.

## 역사
- 1875년 1월 - 야마나시군 2개 촌이 합병해 고야시키촌이 성립하였다.
- 1878년 7월 22일 - 군구정촌편직법에 의해 고야시키촌은 히가시야마나시군에 소속되었다.
- 1889년 7월 1일 - 정촌제 시행에 의해 고야시키촌이 단독으로 지자체를 형성하였다.
- 1954년 7월 1일 -  구사카베정, 야마나시촌, 야와타촌, 이와데촌, 히카와촌과 합병해 야마나시시가 성립하여, 동일 고야시키촌은 폐지되었다.

## 교통

### 철도
일본국유철도 주오본선이 지나가지만 역은 소재하지 않았다. 현재는 히가시야마나시역이 옛촌 지역 가까이에 위치해 있다.

## 참고문헌
- 角川日本地名大辞典 19 山梨県